# Svarttjärnen (Järvsö socken, Hälsingland, 684511-152317)
Svarttjärnen är en sjö i Ljusdals kommun i Hälsingland och ingår i Ljusnans huvudavrinningsområde.